# Фервју-Ферндејл (Пенсилванија)
Фервју-Ферндејл (енгл. Fairview-Ferndale) насељено је место без административног статуса у америчкој савезној држави Пенсилванија.

## Демографија
По попису из 2010. године број становника је 2.139, што је 272 (-11,3%) становника мање него 2000. године.
| Група             | 2000.         | 2010.         |
| Белци             | 2.393 (99,3%) | 2.093 (97,8%) |
| Афроамериканци    | 5 (0,2%)      | 10 (0,5%)     |
| Азијати           | 2 (0,1%)      | 1 (0,0%)      |
| Хиспаноамериканци | 3 (0,1%)      | 23 (1,1%)     |
| Укупно            | 2.411         | 2.139         |